# Santa Cruz (tỉnh Argentina)
Santa Cruz (phát âm tiếng Tây Ban Nha: [santa kɾuθ]) là một tỉnh của Argentina, nằm ở phần phía nam của đất nước, thuộc khu vực Patagonia. Tỉnh này giáp tỉnh Chubut ở phía bắc, và các vùng Aysén, Magellan và Địa Cực Chile của Chile về phía tây và phía nam. Về phía đông là Đại Tây Dương. Đây là tỉnh lớn thứ hai (sau tỉnh Buenos Aires), và là một tỉnh có dân số thưa thớt nhất ở Argentina lục địa.

## Liên kết
- (tiếng Tây Ban Nha) Official site
- El Calafate Official Site Lưu trữ ngày 20 tháng 2 năm 2008 tại Wayback Machine
- Information about El Chaltén Lưu trữ ngày 7 tháng 9 năm 2008 tại Wayback Machine (English/Spanish)
- El Chaltén
- Santa Cruz Sub Secretary Of Tourism
- Santa Cruz News
- Santa Cruz Province in Argentour Lưu trữ ngày 18 tháng 8 năm 2007 tại Wayback Machine